# Distrikt Corozal (Belize)
Corozal District je nejsevernější okres státu Belize. V roce 2000 měl 33 894 obyvatel. Hlavním městem okresu je Corozal. Leží na jižním pobřeží Chetumalského zálivu, jeho hranici s Mexikem tvoří řeka Hondo.
Poblíž města Corozal a v Cerrosu najdeme památky na mayskou civilizaci z doby před Kolumbem. Okres Corozal zahrnuje město Corozal a 29 vesnic.

## Hospodářství
Dříve pracovalo mnoho obyvatel v cukrovarnictví. Cukr se zde vyrábí z cukrové třtiny. V oblasti byl cukrovar v Libertad Village. Cukr představoval v Belize v r. 2006 50 % hodnoty vývozu. V 21. století, kromě výroby cukru a pěstování ovoce a zeleniny, pracuje asi 65 % obyvatel ve službách, hlavně v turistickém průmyslu a v obchodě. To se týká hlavně oblasti při hranici Belize a Mexika.
Belize dováží hlavně strojní a transportní vybavení, nezpracovanou ropu, chemikálie, potraviny a tabák, vyváží cukr, banány, ovocné džusy, mořské plody a ropu.. Příjmy z tohoto obchodu stále rostou

## Jazyky
Asi 80 % obyvatelstva mluví velmi dobře anglicky a 60 % velmi dobře španělsky.

## Vzdělání
V okrese Corozal se nacházejí 2 vysoké školy typu College a Escuela Secundaria Tecnica Mexico.